# Embarcadero del Hornillo

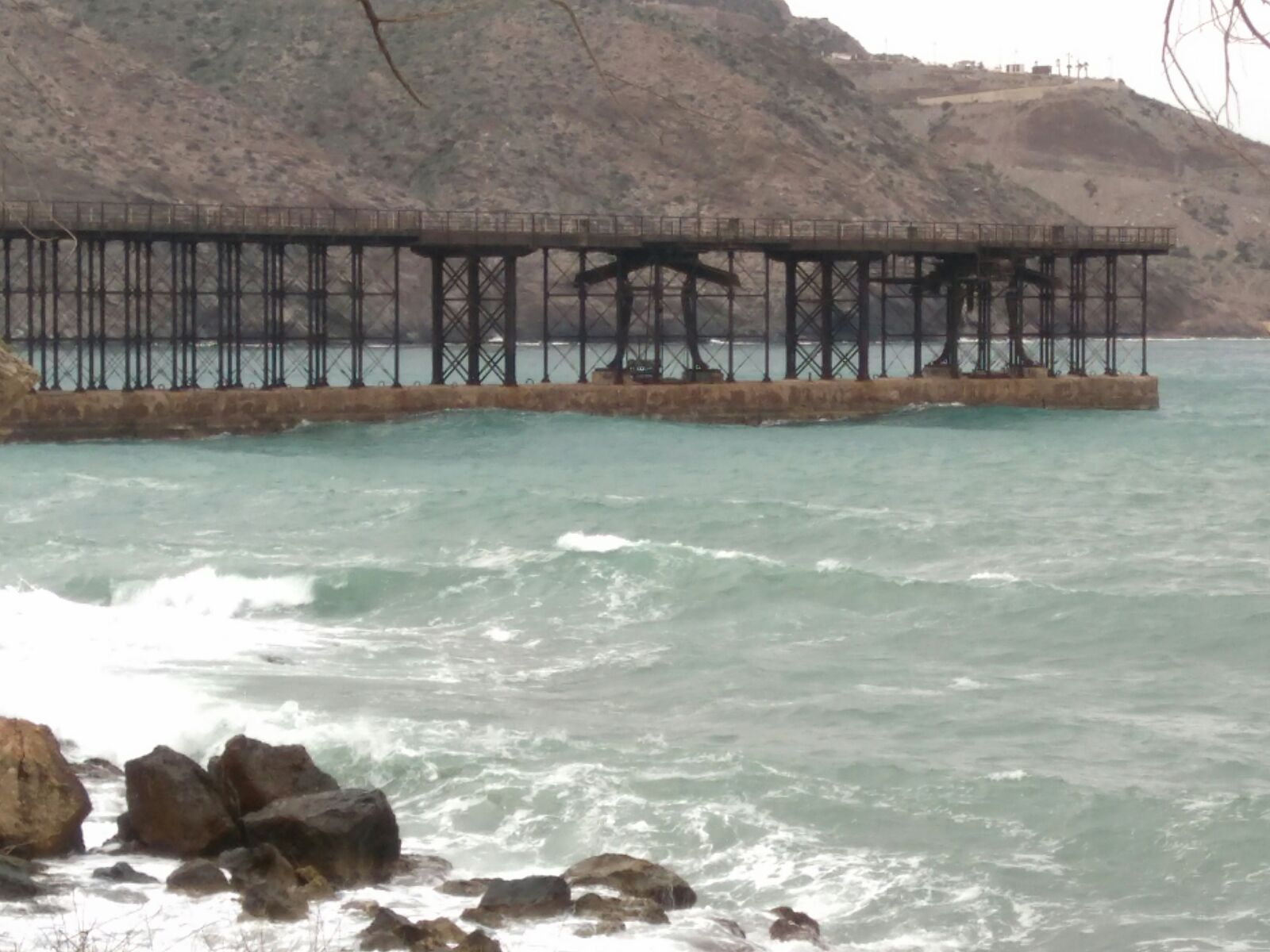
El Embarcadero del Hornillo visto desde la playa homónima.

El embarcadero del Hornillo, también conocido como puente del Hornillo, es un antiguo embarcadero de mineral situado en el municipio español de Águilas, en la región de Murcia. Daba salida al cargamento de mineral que llegaba a esta localidad por ferrocarril, a través de la línea Almendricos-Águilas. Estuvo en funcionamiento durante buena parte del siglo XX. 

## Localización
Situado a 1'5 kilómetros de Águilas, hoy es casi parte de la ciudad. El área del Hornillo se sitúa alrededor de una pequeña y recogida bahía que le da nombre. Protegida en su extremo occidental por la Punta del Caballo y en su extremo oriental por la Punta del Cambrón, se cierra al norte por la Isla del Fraile.

## Historia
En el siglo XIX se descubre en la Sierra de la Almagrera (Cuevas del Almanzora) un riquísimo filón de plomo y plata, que da origen al inicio de la actividad minera en la zona, uniéndose más tarde a las extracciones de plata las de hierro. Aunque en un principio las minas contaban con fundiciones propias, pronto se levantaron en las proximidades las fundiciones Iberia, en 1843, y La Aurora. Estas dos serían adquiridas cuatro años después de su apertura por la compañía británica Edward Bates. Las sociedades mineras aguileñas eran muy inestables y en los años que duró el apogeo minero se enriquecieron y arruinaron muchas de ellas. Los altibajos de la producción y del precio del mineral daban al traste en poco tiempo con inmensas fortunas. La actividad minera daría lugar a la construcción del ferrocarril y, con ello, el embarcadero del Hornillo.

### Construcción y uso
El establecimiento del Embarcadero de mineral del Hornillo se debió a la iniciativa Gustavo Gillman, un ingeniero británico destinado a la zona. Con la construcción de este embarcadero Gillman tenía como objetivo potenciar la línea férrea de Águilas-Lorca-Baza con la explotación de las minas de hierro existentes en la Sierra de los Filabres, entre ellas las minas de Las Menas (Serón) y Bacares. Las obras corrieron a cargo de la Great Southern of Spain Railway Company, de capital británico, que también era propietaria y constructora de la línea Lorca-Baza.

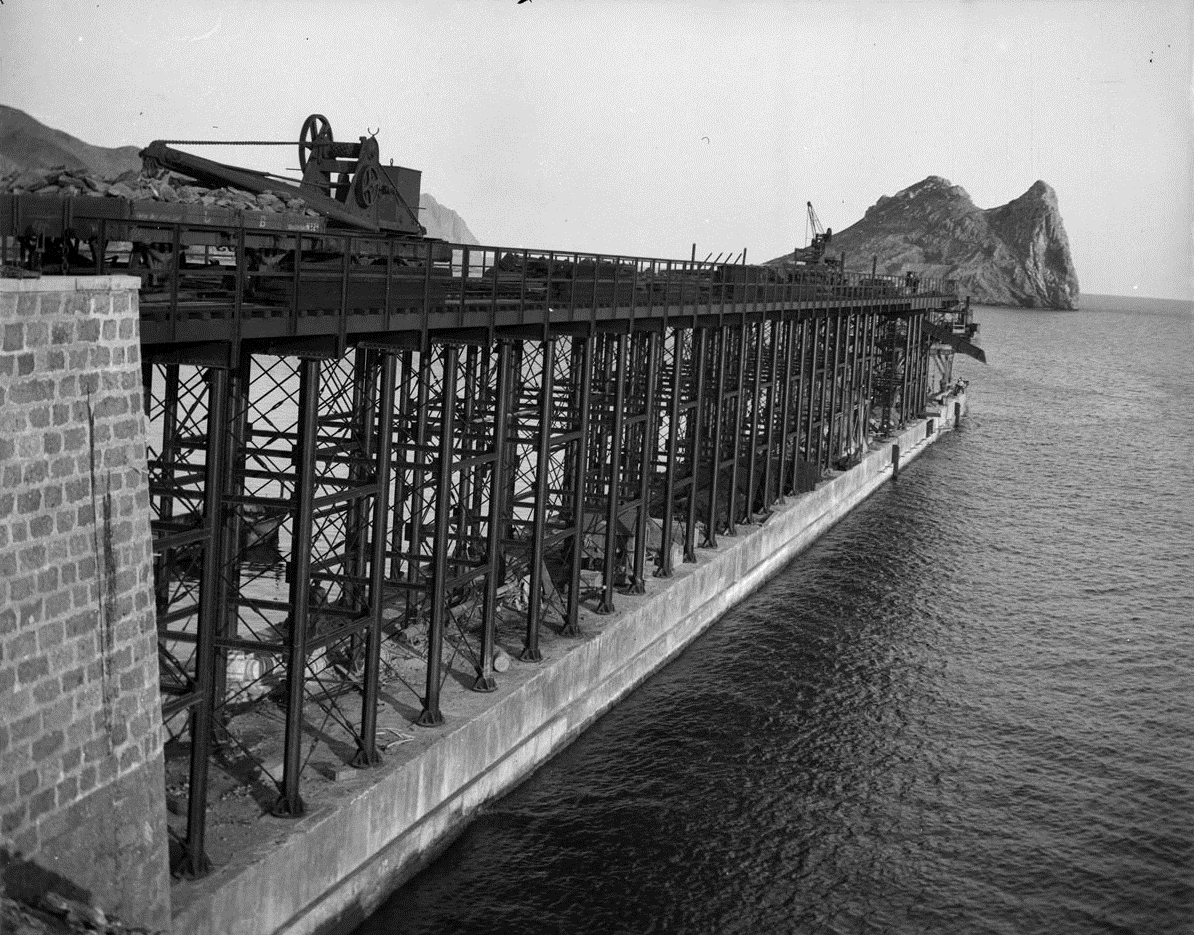
Vista del embarcadero, c. 1902.

El embarcadero fue inaugurado en 1903, aunque para que empezase a funcionar a pleno rendimiento hubo que esperar hasta 1904, cuando se terminaron una serie de mejoras realizadas sobre su concepción inicial. El mineral llegaba a Águilas por ferrocarril a través de la línea Almendricos-Águilas, inaugurada ya en 1890, la cual constituía un ramal de la línea férrea principal que llegaba hasta los cotos mineros. En agosto de 1903 se inauguró una prolongación de este ramal que enlazaba el complejo de la estación de Águilas con el embarcadero. Las instalaciones del embarcadero estaban dedicadas a la carga de hierro.
El embarcadero recibe el nombre de la bahía que lo acoge, «El Hornillo», y llegó a ser considerado como el segundo en importancia de España. Su construcción fue realizada totalmente en acero y hormigón con capacidad para albergar y suministrar a dos buques de forma simultánea. Su longitud era de 178 metros y tenía una altura de 12 metros. Estaba unido a la estación de Águilas por un puente metálico de 40 metros en cuatro tramos y con una longitud total del ramal ferroviario de 1,1 km. En la década de 1960 las instalaciones portuarias de Águilas se vieron superadas por las de Cartagena y Alicante. El embarcadero continuó en servicio hasta diciembre de 1970, fecha en que se produjo la última descarga de mineral en un buque, si bien su clausura no se formalizó hasta el 15 de junio de 1973.

### Actualidad
En 2009, el Consejo de Gobierno Español declaró Bien de Interés Cultural (BIC) con categoría de Monumento el embarcadero del Hornillo, sumándose a los 5 Bienes de Interés Cultural que ya tenía la población de Águilas: el Castillo de los Chuecos, el Castillo Tébar, el Castillo-fortaleza San Juan de Águilas, el casino y la Torre de Cope. En 2017 fue abierto al público como un museo ferroviario de historia aguileña y están restaurados los túneles de acceso al embarcadero, pero, por desgracia, el acceso a la playa de vías del embarcadero está prohibido.

## Descripción
El embarcadero es una estructura mixta, una escollera en obra de fábrica y sobre ella 37 caballetes separados 3,65 metros salvo en el extremo del embarcadero donde para facilitar las maniobras de las vertederas se separaron 10 metros, sujetándose la  plataforma a 12 metros sobre el nivel del agua. Sobre los caballetes se sitúa el tablero de 37 tramos, 33 de 3,65 metros y cuatro de 10 metros y sobre ellos apoyadas en durmientes y traviesas se montan las vías. La vía de acceso desde la estación de Águilas tiene 1.207 metros incluyendo los 168 del embarcadero y salvando un desnivel de siete metros entre la explanación de la estación de Águilas y El Hornillo.
El ramal hacia El Hornillo salva la rambla de las Culebras con un puente metálico de 42 metros de longitud y situado a 450 metros del muelle que se construyó en 1901. Asimismo, la instalación cuenta con tres túneles situados a la salida entre el puente y la plataforma que precede al embarcadero. Dos de los túneles tienen acceso desde la vía férrea desde el puente de las Culebras y el otro es ciego por el lado de Águilas.